# Ed McIlvenny
Edward Joseph McIlvenny (nacido el 21 de octubre de 1924 en Greenock, Renfrewshire, Escocia; fallecido el 18 de mayo de 1989 en Eastbourne, Sussex, Inglaterra) más conocido como Ed McIlvenny, fue un futbolista estadounidense de origen escocés. Se destacó como capitán de la selección de los Estados Unidos en la victoria ante Inglaterra por 1–0 en la Copa Mundial de Fútbol de 1950.

## Trayectoria
Desde su juventud tuvo contacto con el fútbol y fue fichado como defensor central por la liga juvenil escocesa durante una gira por el norte de Escocia. En 1947 firmó un contrato con el club galés Wrexham Football Club, de la tercera división norte de la liga de fútbol inglesa, donde jugó en siete partidos antes de trasladarse a los Estados Unidos, en 1949, con el propósito de estar cerca de su hermana.
Sobresalió en el club desaparecido Philadelphia Nationals de la liga de fútbol estadounidense, donde fue compañero de equipo de Walter Bahr, capitán de la selección de los Estados Unidos, y fue convocado para formar parte de la selección nacional durante la Copa Mundial de 1950. Se le concedió el honor de capitanear el partido contra Inglaterra «por ser de origen británico», y en aquel encuentro, su saque de banda ayudó a conseguir el gol para el conjunto estadounidense. A pesar de que no era ciudadano de los Estados Unidos, había manifestado su intención de hacerlo, por tanto cumplía con los requisitos para poder participar en la selección de acuerdo con las reglas de la Federación de Fútbol de los Estados Unidos de aquella época.
Sin embargo, nunca obtuvo la ciudadanía. Ese mismo año participó en un partido de las estrellas contra el Manchester United y su forma de juego atrajo la atención de Matt Busby, mánager del mencionado equipo, quien le ofreció un lugar en el club después de la copa mundial. A su regreso a Inglaterra, la prensa inglesa lo denominó «el yanqui de la [cola del banco]» (en inglés, «The Yank from the Tail of the Bank») y que hace referencia al banco de arena de Greenock. Fue titular únicamente en dos partidos y posteriormente se transfirió al Waterford United de la liga irlandesa, donde jugó por cuatro años consecutivos. Regresó a Inglaterra donde fue fichado por el Headington United, de donde se retiró del fútbol profesional para fundar una escuela dedicada a este deporte.

### Participaciones en Copas del Mundo
| Mundial                        | Sede   | Resultado    | PJ | Goles |
| ------------------------------ | ------ | ------------ | -- | ----- |
| Copa Mundial de Fútbol de 1950 | Brasil | Primera fase | 3  | 0     |